# One Night in Miami
Pour plus de détails, voir Fiche technique et Distribution.
One Night in Miami est un film américain réalisé par Regina King et sorti en 2020. Première réalisation de l'actrice, le film est une adaptation de la pièce de théâtre du même nom de Kemp Powers, qui signe lui-même le scénario.
Le film met en scène une réunion fictive entre Malcolm X, Mohamed Ali, Jim Brown et Sam Cooke dans une pièce de la Hampton House en février 1964, célébrant la victoire surprise d'Ali sur Sonny Liston. Il met en vedette Kingsley Ben-Adir, Eli Goree, Aldis Hodge et Leslie Odom Jr. dans les rôles principaux, avec Lance Reddick, Joaquina Kalukango, Nicolette Robinson (en) et Beau Bridges dans des rôles secondaires.
One Night in Miami est présenté en avant-première à la Mostra de Venise 2020, une première pour une réalisatrice afro-américaine.
Distribué par Amazon Studios, il connait une sortie limitée dans les salles américaines en décembre 2020, avant d'être publié sur la plateforme Prime Video dès janvier 2021. Les critiques sont extrêmement positives, louant la mise en scène de Regina King, les performances des acteurs et le scénario de Kemp Powers. Le film reçoit trois nominations aux Golden Globes 2021 (meilleur réalisateur, du meilleur acteur dans un second rôle pour Leslie Odom Jr. et de la meilleure chanson originale) et trois nominations aux Oscars (meilleur acteur dans un second rôle pour Leslie Odom Jr., meilleur scénario adapté et meilleure chanson originale).

## Synopsis
En 1963, Cassius Clay perd presque un combat de boxe contre Henry Cooper, au stade de Wembley à Londres. Au Copacabana de New York, le chanteur de soul Sam Cooke fait une performance devant un public froid et entièrement blanc. De retour en Géorgie, le joueur de la NFL Jim Brown est reçu par un ami de la famille, M. Carlton, dans une vaste plantation qui l'empêche cependant de rentrer dans sa maison à cause de sa couleur de peau. Ailleurs, Malcolm X rentre chez lui et discute de ses projets de quitter la Nation of Islam avec sa femme, Betty.
Le 25 février 1964, les hommes sont tous à Miami pour le combat pour le titre de Clay contre Sonny Liston. Malcolm X rencontre Clay dans une chambre d'hôtel avant le combat, et les deux prient de manière islamique traditionnelle. Cette nuit-là, Jim Brown est un commentateur au bord du ring et Sam Cooke est dans la foule avec Malcolm X lorsque Clay l'emporte contre Liston, faisant de lui le champion du monde poids lourds.
À la suite du match, Malcolm X invite les trois autres hommes dans sa chambre de motel.

## Fiche technique
Sauf indication contraire, les informations mentionnées dans cette section peuvent être confirmées par la base de données cinématographiques IMDb,  présente dans la section « Liens externes ».
- Titre original : One Night in Miami...
- Réalisation : Regina King
- Scénario : Kemp Powers, d'après sa pièce de théâtre
- Direction artistique : Mark Zuelzke
- Décors : Page Buckner et Barry Robison
- Costumes : Francine Jamison-Tanchuck
- Photographie : Tami Reiker
- Montage : Tariq Anwar
- Musique : Terence Blanchard
- Production : Jess Wu Calder, Keith Calder et Jody Klein

Producteurs délégués : Jody Klein, Chris Harding, Regina King et Kemp Powers
- Sociétés de production : ABKCO Films, Amazon Studios et Snoot Entertainment
- Société de distribution : Amazon Studios
- Budget : 16,9 millions de dollars[2],[3]
- Pays d'origine :  États-Unis
- Langue originale : anglais
- Format : couleur
- Genre : drame et biopic
- Durée : 114 minutes
- Dates de sortie[4] :
  - Italie : 7 septembre 2020 (Mostra de Venise 2020)
  - États-Unis : 25 décembre 2020 (sortie limitée en salles)
  - États-Unis, France, Canada : 15 janvier 2021 (Prime Video)
- Classification[5] :
  - États-Unis : R - Restricted

## Distribution
- Kingsley Ben-Adir (VF : Eilias Changuel) : Malcolm X
- Eli Goree (VF : Namakan Koné) : Cassius Clay, ensuite connu comme Mohamed Ali
- Aldis Hodge (VF : Jean-Baptiste Anoumon) : Jim Brown
- Leslie Odom Jr. (VF : Mike Fédée) : Sam Cooke
- Lance Reddick (VF : Thierry Desroses) : Kareem X
- Christian Magby (VF : Jean-Michel Vaubien): Jamaal
- Joaquina Kalukango : Betty X, ensuite connue comme Betty Shabazz
- Nicolette Robinson (en) (VF : Déborah Claude) : Barbara Cooke
- Michael Imperioli : Angelo Dundee
- Lawrence Gilliard Jr. (VF : Baptiste Marc) : Drew Bundini Brown
- Beau Bridges (VF : José Luccioni) : M. Carlton
- Emily Bridges : Emily Carlton
- Jeremy Pope : Jackie Wilson
- Christopher Gorham : Johnny Carson
- Jerome A. Wilson : Elijah Muhammad
- Amondre D. Jackson (VF : Vincent Touré) : L. C. Cooke
- Aaron D. Alexander : Sonny Liston
- Randall Newsome (VF : Gérard Darier) : Myron Cohen
- Alan Wells : Ed McMahon
- Sean Monaghan : Henry Cooper

## Production
En juillet 2019, Deadline.com annonce que Regina King va réaliser et produire un film d'après un scénario de Kemp Powers. En janvier 2020, Regina King annonce Kingsley Ben-Adir, Eli Goree, Aldis Hodge, Leslie Odom Jr. et Lance Reddick dans les rôles principaux,.
Le tournage débute en janvier 2020, à La Nouvelle-Orléans, en Louisiane.
En septembre 2020, Leslie Odom Jr. déclare qu'il a coécrit la chanson originale du film, Speak Now, avec l'auteur-compositeur Sam Ashworth. Une vidéo officielle et le single de "Speak Now" sortent le 5 janvier 2021. Le 20 janvier 2021, le clip musical de "Speak Now" avec Leslie Odom Jr. est publié.

## Diffusion
Le film fait sa première mondiale à la Mostra de Venise le 7 septembre 2020. Il est également projeté au Festival international du film de Toronto, où il est le finaliste pour le prix de choix du public. Il est projeté ou a été programmé pour projeter aux festivals de film à Zurich, Londres, les Hamptons, Mill Valley, Middleburg ou Chicago.
Amazon Studios acquiert les droits de distribution mondiaux du film en juillet 2020. Il est annoncé pour une sortie limitée  aux États-Unis le 25 décembre 2020, suivie de sa sortie en streaming sur Prime Video le 15 janvier,. Le film fait sa première publique le 25 décembre au Landmark Theatre de Merrick Park à Miami, avant de s'étendre davantage à d'autres salles nationaux le 8 janvier 2021, la semaine précédant sa sortie en streaming.

## Accueil

### Critiques
Sur l'agrégateur de critiques Rotten Tomatoes, le film présente une cote d'approbation de 98 % sur la base de 296 critiques, avec une note moyenne de 8,2/10. Le consensus des critiques du site Web est : "une réflexion extrêmement puissante sur des personnages plus grands que nature, One Night in Miami montre Regina King maîtrisant son art lors sa première expérience de réalisation." Sur Metacritic, il obtient un score moyen pondéré de 83 sur 100, basé sur 51 critiques, ce qui indique une "acclamation universelle".
Kate Erbland d'Indiewire donne au film un «A» et Owen Gleiberman de Variety fait l'éloge des personnages et des parallèles du film avec le monde contemporain.

## Distinctions
(avril 2021).
| Récompense                                        | Date de la cérémonie | Catégorie                                                    | Récipiendaire(s) | Résultat   | Ref.   |
| ------------------------------------------------- | -------------------- | ------------------------------------------------------------ | --- | ---------- | ------ |
| American Film Institute Awards                    | 26 février 2021      | Top 10 Movie of the Year                                     | Top 10 Movie of the Year | Lauréat    | [ 30 ] |
| Alliance of Women Film Journalists Awards         | 4 janvier 2021       | Best Supporting Actor                                        | Leslie Odom Jr | Lauréat    | [ 31 ] |
| Alliance of Women Film Journalists Awards         | 4 janvier 2021       | Best Picture                                                 | Best Picture | Nomination | [ 31 ] |
| Alliance of Women Film Journalists Awards         | 4 janvier 2021       | Best Director                                                | Regina King | Nomination | [ 31 ] |
| Alliance of Women Film Journalists Awards         | 4 janvier 2021       | Best Woman Director                                          | Regina King | Nomination | [ 31 ] |
| Alliance of Women Film Journalists Awards         | 4 janvier 2021       | Best Ensemble                                                | Kimberly Hardin | Lauréat    | [ 31 ] |
| Alliance of Women Film Journalists Awards         | 4 janvier 2021       | Best Cinematography                                          | Tami Reiker | Nomination | [ 31 ] |
| Alliance of Women Film Journalists Awards         | 4 janvier 2021       | Best Editing                                                 | Tariq Anwar | Nomination | [ 31 ] |
| Alliance of Women Film Journalists Awards         | 4 janvier 2021       | Best Writing, Adapted Screenplay                             | Kemp Powers | Nomination | [ 31 ] |
| Black Film Critics Circle Awards                  | 21 janvier 2021      | Best Director                                                | Regina King | Lauréat    | [ 32 ] |
| Black Film Critics Circle Awards                  | 21 janvier 2021      | Best Supporting Actor                                        | Leslie Odom Jr | Lauréat    | [ 32 ] |
| Black Film Critics Circle Awards                  | 21 janvier 2021      | Best Ensemble                                                | Best Ensemble | Lauréat    | [ 32 ] |
| Black Film Critics Circle Awards                  | 21 janvier 2021      | Best Picture                                                 | Best Picture | Nomination | [ 32 ] |
| Chicago Film Critics Association Awards           | 21 décembre 2020     | Best Supporting Actor                                        | Leslie Odom Jr | Nomination | [ 33 ] |
| Chicago Film Critics Association Awards           | 21 décembre 2020     | Best Adapted Screenplay                                      | Kemp Powers | Nomination | [ 33 ] |
| Chicago Film Critics Association Awards           | 21 décembre 2020     | Most Promising Performer                                     | Kingsley Ben-Adir | Nomination | [ 33 ] |
| Denver Film Critics Society                       | 18 janvier 2021      | Best Original Song                                           | Leslie Odom Jr. & Sam Ashworth | Lauréat    | [ 34 ] |
| Denver Film Critics Society                       | 18 janvier 2021      | Best Adapted Screenplay                                      | Kemp Powers | Nomination | [ 34 ] |
| Denver Film Critics Society                       | 18 janvier 2021      | Best Original Score                                          | Terence Blanchard | Nomination | [ 34 ] |
| Gotham Independent Film Awards                    | 11 janvier 2021      | Breakthrough Actor                                           | Kingsley Ben-Adir | Lauréat    | [ 35 ] |
| Golden Globe Awards                               | 28 février 2021      | Best Supporting Actor - Motion Picture                       | Leslie Odom Jr | En attente | [ 36 ] |
| Golden Globe Awards                               | 28 février 2021      | Best Director                                                | Regina King | En attente | [ 36 ] |
| Golden Globe Awards                               | 28 février 2021      | Best Original Song                                           | Leslie Odom Jr & Sam Ashworth | En attente | [ 36 ] |
| Hawaii Film Critics Society                       | 13 janvier 2021      | Best Original Song                                           | Leslie Odom Jr. & Sam Ashworth | Lauréat    | [ 37 ] |
| Hawaii Film Critics Society                       | 13 janvier 2021      | Best New Filmmaker                                           | Regina King | Lauréat    | [ 37 ] |
| Hawaii Film Critics Society                       | 13 janvier 2021      | Best First Film                                              | Regina King | Nomination | [ 37 ] |
| Hawaii Film Critics Society                       | 13 janvier 2021      | Best Supporting Actor                                        | Leslie Odom Jr | Nomination | [ 37 ] |
| Hawaii Film Critics Society                       | 13 janvier 2021      | Best Adapted Screenplay                                      | Kemp Powers | Nomination | [ 37 ] |
| Hawaii Film Critics Society                       | 13 janvier 2021      | Best Film Editing                                            | Tariq Anwar | Nomination | [ 37 ] |
| Hawaii Film Critics Society                       | 13 janvier 2021      | Best Makeup                                                  | Best Makeup | Nomination | [ 37 ] |
| Hawaii Film Critics Society                       | 13 janvier 2021      | Best Art Direction                                           | Best Art Direction | Nomination | [ 37 ] |
| Houston Film Critics Society Awards               | 18 janvier 2021      | Best Supporting Actor                                        | Leslie Odom Jr | Lauréat    | [ 38 ] |
| Houston Film Critics Society Awards               | 18 janvier 2021      | Best Original Song                                           | Leslie Odom Jr. & Sam Ashworth | Lauréat    | [ 38 ] |
| Houston Film Critics Society Awards               | 18 janvier 2021      | Best Director                                                | Regina King | Nomination | [ 38 ] |
| Houston Film Critics Society Awards               | 18 janvier 2021      | Best Screenplay                                              | Kemp Powers | Nomination | [ 38 ] |
| Houston Film Critics Society Awards               | 18 janvier 2021      | Best Picture                                                 | Best Picture | Lauréat    | [ 38 ] |
| Indiana Film Journalists Association              | 21 décembre 2020     | Best Supporting Actor                                        | Leslie Odom Jr | Lauréat    | [ 39 ] |
| Indiana Film Journalists Association              | 21 décembre 2020     | Best Ensemble                                                | Best Ensemble | Nomination | [ 39 ] |
| Indiana Film Journalists Association              | 21 décembre 2020     | Best Director                                                | Regina King | Nomination | [ 39 ] |
| Indiana Film Journalists Association              | 21 décembre 2020     | Best Adapted Screenplay                                      | Kemp Powers | Nomination | [ 39 ] |
| Indiana Film Journalists Association              | 21 décembre 2020     | Breakout of the Year                                         | Kemp Powers | Nomination | [ 39 ] |
| Indiana Film Journalists Association              | 21 décembre 2020     | Best Actor                                                   | Kingsley Ben-Adir | Nomination | [ 39 ] |
| Indiana Film Journalists Association              | 21 décembre 2020     | Best Supporting Actor                                        | Aldis Hodge | Nomination | [ 39 ] |
| Indiana Film Journalists Association              | 21 décembre 2020     | Best Musical Score                                           | Terence Blanchard | Nomination | [ 39 ] |
| Indiana Film Journalists Association              | 21 décembre 2020     | Best Actor                                                   | Eli Goree | Nomination | [ 39 ] |
| Independent Spirit Awards                         | 22 avril 2021        | Robert Altman Award                                          | Regina King, Kimberly Hardin, Kingsley Ben-Adir, Eli Goree, Aldis Hodge and Leslie Odom Jr.                                                                               | Lauréat    | [ 40 ] |
| Music City Film Critics Association               | 11 janvier 2021      | Best Ensemble                                                | Best Ensemble | Lauréat    | [ 41 ] |
| Music City Film Critics Association               | 11 janvier 2021      | Best Supporting Actor                                        | Leslie Odom Jr | Nomination | [ 41 ] |
| Music City Film Critics Association               | 11 janvier 2021      | Best Original Song                                           | Leslie Odom Jr. & Sam Ashworth | Lauréat    | [ 41 ] |
| NAACP Image Awards                                | 27 mars 2021         | Outstanding Motion Picture                                   | Outstanding Motion Picture | En attente | [ 42 ] |
| NAACP Image Awards                                | 27 mars 2021         | Outstanding Supporting Actor in a Motion Picture             | Aldis Hodge | En attente | [ 42 ] |
| NAACP Image Awards                                | 27 mars 2021         | Outstanding Writing in a Motion Picture                      | Kemp Powers | En attente | [ 42 ] |
| NAACP Image Awards                                | 27 mars 2021         | Outstanding Directing in a Motion Picture                    | Regina King | En attente | [ 42 ] |
| North Carolina Film Critics Association           | 4 janvier 2021       | Best Director                                                | Regina King | Nomination | [ 43 ] |
| North Carolina Film Critics Association           | 4 janvier 2021       | Best Adapted Screenplay                                      | Kemp Powers | Nomination | [ 43 ] |
| North Dakota Film Society                         | 21 janvier 2021      | Best Original Song                                           | Leslie Odom Jr. & Sam Ashworth | Nomination | [ 44 ] |
| Online Film Critics Society Awards                | 25 janvier 2021      | Best Adapted Screenplay                                      | Kemp Powers | Nomination | [ 45 ] |
| Online Film Critics Society Awards                | 25 janvier 2021      | Best Supporting Actor                                        | Leslie Odom Jr | Lauréat    | [ 45 ] |
| Online Film Critics Society Awards                | 25 janvier 2021      | Best Directorial Debut                                       | Regina King | Nomination | [ 45 ] |
| Philadelphia Film Critics Circle                  | 17 janvier 2021      | Best Directorial Debut                                       | Regina King | Lauréat    | [ 46 ] |
| Philadelphia Film Critics Circle                  | 17 janvier 2021      | Best Supporting Actor                                        | Leslie Odom Jr | Nomination | [ 46 ] |
| San Diego Film Critics Society Awards             | 11 janvier 2021      | Best Ensemble                                                | Best Ensemble | Nomination | [ 47 ] |
| San Diego Film Critics Society Awards             | 11 janvier 2021      | Best Picture                                                 | Best Picture | Nomination | [ 47 ] |
| San Francisco Bay Area Film Critics Circle Awards | 18 janvier 2021      | Best Supporting Actor                                        | Leslie Odom Jr | Nomination | [ 48 ] |
| San Francisco Bay Area Film Critics Circle Awards | 18 janvier 2021      | Best Original Score                                          | Terence Blanchard | Nomination | [ 48 ] |
| San Francisco Bay Area Film Critics Circle Awards | 18 janvier 2021      | Best Production Design                                       | Barry Robison & Mark Zuelzke & Janessa Hitsman | Nomination | [ 48 ] |
| Screen Actors Guild Awards                        | 4 avril 2021         | Outstanding Performance by a Male Actor in a Supporting Role | Leslie Odom Jr | En attente | [ 49 ] |
| Screen Actors Guild Awards                        | 4 avril 2021         | Outstanding Performance by a Cast in a Motion Picture        | Kingsley Ben-Adir, Beau Bridges, Lawrence Gilliard Jr., Eli Goree, Aldis Hodge, Michael Imperioli, Joaquina Kalukango, Leslie Odom Jr., Lance Reddick, Nicolette Robinson | En attente | [ 49 ] |
| St. Louis Film Critics Association Awards         | 17 janvier 2021      | Best Adapted Screenplay                                      | Kemp Powers | Nomination | [ 50 ] |
| St. Louis Film Critics Association Awards         | 17 janvier 2021      | Best Supporting Actor                                        | Leslie Odom Jr | Nomination | [ 50 ] |
| Sunset Film Circle Awards                         | 1er décembre 2020    | Best Supporting Actor                                        | Leslie Odom Jr | Nomination | [ 51 ] |
| Toronto International Film Festival Awards        | 20 septembre 2020    | People's Choice Award                                        | People's Choice Award | Runner-up  | [ 52 ] |